# Іо (фільм)
«Іо» (англ. Io) — американський науково-фантастичний фільм 2019 року режисера Джонатана Гелперта з Маргарет Кволлі, Ентоні Макі та Денні Г'юстон у головних ролях.
Стрічка була випущена 18 січня 2019 року на платформі Netflix.

## Сюжет
Події фільму розгортаються у постапокаліптичному сьогоденні, коли атмосфера Землі стала токсичною. Більшість людей втекли з планети, щоб жити на космічній станції біля Іо, супутника Юпітера.
Сем Волден — один з небагатьох людей, які залишилися на Землі. Вона живе одна на великій висоті, де повітря ще придатне до життя. Вона займається вирощенням бджіл, які б змогли вижити в атмосфері. Її метою є використання цих комах для очищення повітря шляхом запилення рослин, які виробляють кисень. Хлопець Волден живе на станції Іо та закликає її покинути Землю на останньому рейсі з планети.
Буря створює токсичну хмару, яка проходить крізь притулок Сем та вбиває всіх її бджіл. Невдовзі прибуває Майка, чоловік, який подорожує на гелієвій кулі. Він хоче досягти місця запуску і покинути Землю, але перед тим поговоривши з доктором Гаррі Волденом, батьком Сем, який закликав людство зупинитися, бо бачив надію.
Спочатку Сем заявляє, що її батько проводить розробки в іншому місці. Однак з'ясовується, що він помер рік тому. Почувши це, Майка відвозить Сем до космічного човна. Сем отримує повідомлення від свого хлопця, що він їде в експедицію на 10 років на екзопланету, яка рухається по орбіті Альфа Центавра. Вона інформує всіх, хто все ще залишається на Землі, що спроба доктора Волдена очистити планету була невдалою, тому закликає летіти на Іо.
Чекаючи на сприятливі погодні умови, Сем і Майка зближуються та закохуються один в одного. Вони виявляють, що у вулику з'явилась нова матка, яка нечутлива до забрудненого повітря. Запуск космічного апарата переносять поодаль від початкового місця відправлення. Тому вони заїжджають у місто з токсичною атмосферою, щоб отримати необхідний гелій. Знайшовши гелій, Сем відвідує художній музей сама. Майка біжить за нею, знаючи, що в неї мало кисню. Сем знімає маску і вдихає токсичне повітря. Майка їде сам до місця відправлення, тому що Сем вирішила залишитись. Повітря змінилося і стало не токсичне для неї, як воно не було токсичним для бджолиної матки, натякаючи, що в ньому можуть жити ті, хто народився в такому навколишньому середовищі.
У фіналі Сем стоїть на пляжі наодинці, до неї підходить маленька дитина. Озвучений лист від Сем до Майка говорить про те, яка гарна Земля, як ті, хто покинув планету, навчилися її боятися, і що вони чекають їхнього повернення.

## У ролях
| Актор           | Роль         |
| --------------- | ------------ |
| Маргарет Кволлі | Сем Волден   |
| Ентоні Макі     | Майка        |
| Денні Г'юстон   | Гаррі Волден |
| Том Пейн        | Ілон         |

## Виробництво
У січні 2015 року повідомлялося, що Ель Феннінг та Дієго Луна будуть зніматися у фільмі режисера Клея Джетера за власним сценарієм, написаним у співпраці з Віллом Басантою та Чарлзом Спано. Однак у жовтні 2016 року Маргарет Кволлі замінила Феннінг, а Ентоні Макі замінив Луну, до них приєднався Денні Г'юстон. Джонатан Гелперт замінив Джетера на посаді режисера, авторами сценарію залишились Джетер, Басамта та Спано.
Основні зйомки розпочалися у жовтні 2016 року.

## Випуск
Фільм вийшов на платформі Netflix 18 січня 2019 року.

## Сприйняття
На сайті Rotten Tomatoes рейтинг стрічки становить 33 % на основі 17 оглядів із середньозваженою оцінкою 5,1 / 10. У критичному консенсусі зазначено: «У „Іо“ є великі ідеї, але мало уявлення про те, як їх ефективно передати, залишаючи глядачів з науково-фантастичною драмою, привабливе пакування якої не може прикрити її слабку основу». На Metacritic фільм отримав 40 зі 100 на основі 6 відгуків критиків, що говорить про «змішані або середні оцінки».
Нік Аллен з RogerEbert.com дав фільму 2 зірки з 5, написавши, що «хоча у нього чисті наміри, „Іо“ є жанровим мінімалізмом до недоліку». Він додав: «„Іо“ є науково-фантастичним оповіданням не скільки очищенним, а скоріше випарованим».